# Beautiful Garbage
Beautiful Garbage, también conocido como beautifulgarbage, es el tercer álbum de Garbage, realizado el 2 de octubre del 2001.
Su nombre surge del propio nombre de la banda y de un verso de la canción "Celebrity Skin" de la banda estadounidense, Hole.
Este álbum es caracterizado por un sonido más cercano al Pop, y electrónica, en comparación con sus antecesores Version 2.0 y Garbage. También amplió la variedad de sonidos al New Wave, Hip Hop, entre otros.

## Lista de canciones
Todos los temas compuestos por Garbage, excepto las indicadas
1. "Shut Your Mouth" - 3.26
2. "Androgyny" – 3:10
3. "Can't Cry These Tears" – 4:16
4. "Til the Day I Die" – 3:28
5. "Cup of Coffee" – 4:31
6. "Silence Is Golden" – 3:50
7. "Cherry Lips (Go Baby Go!)" – 3:12
8. "Breaking Up the Girl" – 3:33
9. "Drive You Home" – 3:58
10. "Parade" – 4:07
11. "Nobody Loves You" – 5:08
12. "Untouchable" – 4:03
13. "So Like a Rose" – 6:19

Temas extra japoneses
1. "Begging Bone" – 4:50
2. "The World Is Not Enough" (Don Black / David Arnold) – 3:56

Bonus CD Formato
1. beautifulgarbage mixer (CD-ROM Enhanced CD)

## Historial de Lanzamiento
| País           | Fecha de Lanzamiento     |
| -------------- | ------------------------ |
| Japón          | 27 de septiembre de 2001 |
| Nivel Mundial  | 1 de octubre de 2001     |
| Estados Unidos | 2 de octubre de 2001     |

## Ventas y posiciones en las listas
| País           | Posición tope | Certificación | Ventas     |
| -------------- | ------------- | ------------- | ---------- |
| Nivel Mundial  | 1             | [ 1 ]         | 1 500 000+ |
| Australia      | 1             | 3x Platino    | 210 000+   |
| Canadá         |               | Oro           | 50 000+    |
| Nueva Zelanda  | 2             | Oro           | 7 500+     |
| Reino Unido    | 6             | Oro           | 100 000+   |
| Estados Unidos | 13            |               | 405 000    |